# Phou Bia
Le Phou Bia (lao : ພູ ເບຍ ; « montagne d'Argent ») est une montagne située dans la cordillère Annamitique, dans la province de Xaisomboun. Avec ses 2 819 m d'altitude, c'est le point culminant du Laos.
Il se trouve dans une zone d'accès restreint près de la base militaire de Long Tieng (19° 06′ 28″ N, 102° 55′ 24,5″ E) et reçoit donc très peu de visiteurs. Cette zone est en effet le dernier bastion de résistance militaire de l'ethnie Hmong, soutenue par la CIA durant le conflit vietnamien, au pouvoir central communiste en place depuis 1975. En juillet 2008, il n'aurait pas été escaladé par un non-laotien depuis au moins 30 ans.